# カール3世アウグスト・クリスティアン (プファルツ＝ツヴァイブリュッケン公)
カール3世アウグスト・クリスティアン（Karl II. August Christian, 1746年10月29日 - 1795年4月1日）は、プファルツ＝ツヴァイブリュッケン公（在位：1775年 - 1795年）、またプファルツ＝ビシュヴァイラー＝ビルケンフェルト公。

## 生涯
デュッセルドルフで生まれる。父はプファルツ系ヴィッテルスバッハ家傍系プファルツ＝ツヴァイブリュッケン＝ビルケンフェルト家の公子フリードリヒ・ミヒャエル、母はプファルツ選帝侯カール4世フィリップ・テオドールの義妹（妃エリーザベト・アウグステの妹）マリア・フランツィスカである。両親の間の第1子で、妹に後のザクセン王妃アマーリエが、弟に後のバイエルン王マクシミリアン1世がいる。
カール・アウグストは神聖ローマ皇帝フランツ1世と皇后マリア・テレジアの皇女マリア・アマーリアとの悲恋で知られる。父が七年戦争の時にオーストリア軍の指揮官の一人であったこともあり、彼はオーストリアの宮廷ではよく知られており、マリア・アマーリアとは相思相愛の仲であった。2人は結婚を望んだが、当時のカール・アウグストが皇女の夫には身分不相応であると考えたマリア・テレジアは、結婚を承知しなかった。また、マリア・テレジアはブルボン家との同盟関係の強化のため、息子や娘を各国のブルボン家一族と縁組させていて、マリア・アマーリアも本人の意思に反して、1769年にパルマ公フェルディナンドと結婚させられた。望まぬ結婚を強いられたマリア・アマーリアは、母の注意を聞かず嫁ぎ先で自棄的な生活を送ったあげく、勘当されることになった。カール・アウグストもまた、オーストリア宮廷に対する憤りを抱き続けた。
父方の伯父であるプファルツ＝ツヴァイブリュッケン公クリスティアン4世には息子がいたが、貴賤結婚によって生まれた子供であったため家督の相続が認められていなかった。父フリードリヒ・ミヒャエルは1767年に死去していたため、クリスティアンが1775年に死去するとカール・アウグストが公位を継承した。また、義理の伯父である選帝侯カール・テオドールに実子がなく、この時からカール・アウグストが選帝侯位の推定相続人となった。
1777年にマクシミリアン3世ヨーゼフの死によってヴィッテルスバッハ家の遠い同族であるバイエルン選帝侯家が断絶した際、プファルツ選帝侯であったカール・テオドールがバイエルンも継承することになった。しかし、皇帝ヨーゼフ2世はバイエルン獲得を目論んで介入し、バイエルン継承戦争へと発展した。この時、カール・テオドールはヨーゼフ2世に対して妥協的で、バイエルン領の割譲に応じようとしていたにもかかわらず、カール・アウグストは義理の伯父と皇帝の取引に終始反対し続けた。
カール・アウグストは1774年にドレスデンにて、妹アマーリエの夫であったザクセン選帝侯フリードリヒ・アウグスト3世（後のザクセン王）の妹で、かつての恋人と同名のマリア・アマーリア公女と結婚した。2人の間には夭逝した1男カール・アウグスト・フリードリヒ（1776年 - 1784年）が生まれたのみであった。
フランス革命戦争さなかの1795年にカール・アウグストがマンハイムで没した後は、弟マクシミリアン・ヨーゼフがツヴァイブリュッケン公位を、4年後の1799年にはバイエルン選帝侯位を継いだ。しかしその時、ツヴァイブリュッケンを含めてプファルツ一帯はすでにフランスの占領下にあった（バイエルン王国の成立後、その一部は飛び地として回収された）。
王国成立前後にバイエルンの国政改革に尽力したモンジュラ伯は、カール・アウグストに顧問官として仕えた後、公位を継いだマクシミリアン・ヨーゼフに見出されて抜擢された。